# Ветсенс
Ветсенс (нід. Wetsens) — село в нідерландській провінції Фрисландія. Входить до муніципалітету Північно-Східна Фрисландія.
Його площа становить 2,65 км², а населення станом на 2021 рік складало 55 осіб.
Перша згадка про населений пункт датується 1417 роком.